# Scoparia multifacies
Scoparia multifacies là một loài bướm đêm trong họ Crambidae.